# Karl Neuhaus (Politiker, 1796)

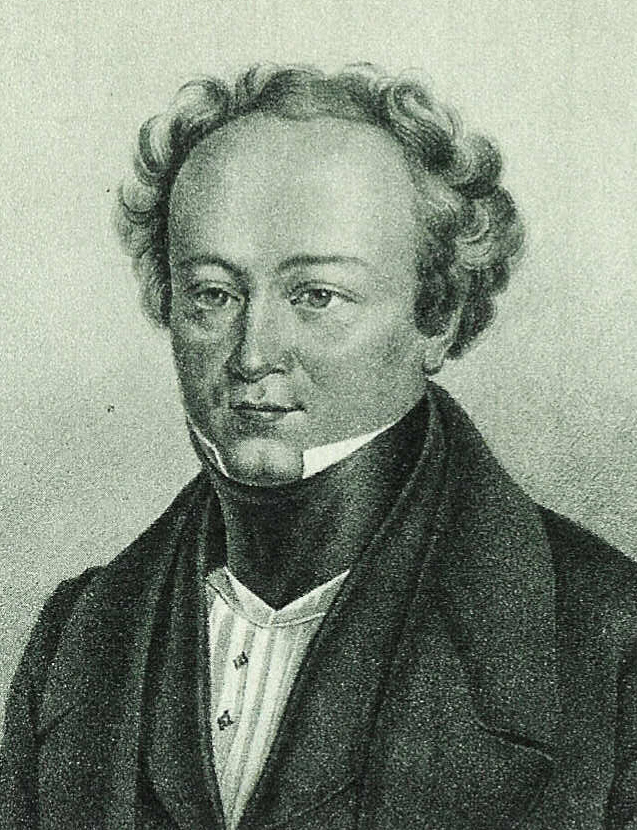
Karl Neuhaus

 Johann Karl Friedrich Neuhaus, auch Charles Neuhaus (* 9. Februar 1796 in Neuenburg; † 8. Juni 1849 in Biel/Bienne) war ein Schweizer Politiker des Kantons Bern und gehörte der liberalen Bewegung an.
Ursprünglich Kaufmann und Fabrikant, wurde er 1831 Mitglied des Verfassungsrats, Grossrat und Regierungsrat. Als Leiter des Erziehungsdepartements förderte er Volksschule und unter seiner Führung wurde die Universität Bern geschaffen. 1841 war er als Vertreter Berns Präsident der Tagsatzung und einer der bedeutendsten liberalen Politiker der Schweiz. 1846 demissionierte er als Regierungsrat und wurde wieder als Industrieller tätig. 1848 bis 1849 war er kurze Zeit Abgeordneter im ersten Nationalrat. Er kandidierte bei den ersten Wahlen zum Bundesrat, erhielt aber nur wenige Stimmen.